# Medal of Honor: Vanguard
Medal of Honor: Vanguard — десятая игра из серии шутеров от первого лица на тему Второй мировой войны Medal of Honor. Она была разработана лос-анджелесской студией компании Electronic Arts и выпущена для консолей Wii и PlayStation 2 весной 2007 года. Обе версии игры абсолютно одинаковы и различаются лишь системами управления.

## Игровой процесс

### Однопользовательская игра
В начале каждой операции (за исключением операции «Нептун») игрок совершает прыжок с парашютом и может примерно выбрать место приземления. Приземлившись в определённом месте, он получает возможность подбирать патроны и приспособления для усовершенствования оружия. Игрок может изменять своё оружие, например прикрепить оптический прицел к винтовке M1 или барабанный магазин к пистолет-пулемёт Томпсона, хотя эти улучшения доступны лишь на определённых уровнях. Соответственно, миссии можно проходить разными путями в зависимости от того, куда попадает игрок и какое оружие он получает.

### Многопользовательская игра
В игре присутствуют пять режимов многопользовательской игры:
- Все против всех (Deathmatch)
- Команда против других команд (Team Deathmatch)
- Захват флага (Capture the Flag)
- Царь горы (King of the Hill)
- Охота (Scavenger Hunt)

## Сюжет
Главный герой игры — Фрэнк Киган (англ. Frank Keegan), служащий в 82-й воздушно-десантной дивизии армии США. В игре 4 кампании, посвящённых участию Кигана в 4-х важнейших операциях антигитлеровской коалиции в Европе — «Хаски», «Нептун», «Маркет Гарден» и «Варсити».

## Рецензии и критика
| Сводный рейтинг | Сводный рейтинг | Сводный рейтинг |
| Издание         | Оценка          | Оценка          |
| Издание         | PS2             | Wii             |
| --------------- | --------------- | --------------- |
| GameRankings    | 64,35 %         | 57,52 %         |

Подавляющее игровых сайтов и журналов поставило Vanguard средние или низкие оценки. Сайт IGN дал Wii-версии 7 из 10 возможных баллов, хотя версия для PS2 получила 7.2 балла. Сайт GameSpot оценил обе версии на 5.5 из 10 баллов. Особенно сильно игру критиковали за слабый движок, плохие условия для одновременной игры нескольких человек и слабый ИИ противников. Также критики указывали на то, что многие элементы игры уже появлялись в серии или других шутерах на тему Второй мировой (исключением стала возможность прыгнуть с парашютом). Аарон Томас, рецензент с сайта GameSpot, заявил, что не видит причин «покупать игру для PS2, а из-за повышенных цен на Wii-версию незачем брать и её». Британский сайт Mansized.co.uk поставил Vanguard лишь 2 балла из 5, заявив что игра «изрядно шокирует». Официальный журнал PS2 в Великобритании оценил игру на 5 баллов из 10 и назвал её «Самая слабая игра из серии „Medal of Honor“. Это не что иное, как Call of Duty для бедных».